# Panam
Panam és un grup de música barceloní que canta en anglès, nascut el 2015. El seu estil de música és el rock alternatiu, sense abandonar la contundència sonora de les formacions de la dècada de 1970. La banda va guanyar la final de la segona edició del concurs Porompopero Impulsa, celebrada el 21 de novembre de 2015 a la sala Begood de Barcelona, imposant-se a la també barcelonina Joe Lobo; i van quedar semifinalistes, aquell mateix any, del Proyecto Demo de RNE.
La banda catalana va treure el seu primer disc, Invincible, el 2015. Dos anys més tard, el 16 d'octubre de 2017, van llançar el seu segon disc, Before Dreams Come True, que va estar produït per Dan Hammond i Stefano Maccarrone.

### Discos d'estudi
| • Invincible (2015) |
| --- |
| (Autoedició) 1. High 2. River 3. Be 4. Tidal Wave 5. Searching You, Pt. 1 6. Searching You, Pt. 2 7. Can You Feel the Wind? |

| • Before Dreams Come True (2017) |
| --- |
| (Autoedició) 1. A New Beginning 2. Between the Devil and the Deep Blue Sea 3. Moonlight 4. Gone 5. Limelight 6. Dreaming Before Dreams Come True 7. Can't Get Enough 8. The Miracle 9. Morpheus 10. Closer 11. No Regrets |